# Alexander Zverev
Alexander "Sascha" Zverev, född 20 april 1997 i Hamburg, är en tysk tennisspelare. Hans äldre bror, Mischa Zverev, är även han tennisspelare.
Vid olympiska sommarspelen 2020 i Tokyo tog Zverev guld i herrsingeln efter en finalvinst över ryske Karen Chatjanov.

## ATP-finaler

### Singel

#### Vinster (15 stycken)
- St. Petersburg Open: 2016
- Open Sud de France: 2017
- Bavarian Championships: 2017
- Italian Open: 2017
- Washington Open: 2017
- Canadian Open: 2017
- Bavarian Championships: 2018
- Madrid Open: 2018
- Washington Open: 2018
- ATP World Tour Finals: 2018
- Geneva Open: 2019
- Cologne Indoors: 2020
- Cologne Championship: 2020
- Mexican Open: 2021
- Hamburg Open: 2023
- Italian Open: 2024

#### Andraplatser (11 stycken)
- Nice Open: 2016
- Halle Open: 2016
- Halle Open: 2017
- Miami Open: 2018
- Italian Open: 2018
- Mexican Open: 2019
- Shanghai Masters: 2019
- US Open: 2020
- Paris Masters: 2020
- Madrid Open: 2022
- French Open: 2024

### Dubbel

#### Vinster (2 stycken)
- Open Sud de France: 2017
- Mexican Open: 2019

#### Andraplatser (5 stycken)
- Bavarian Championships: 2015
- Open Sud de France: 2016
- Halle Open: 2017
- Halle Open: 2018
- Swiss Indoors: 2018